# Czarna dziura (film)
Czarna dziura – amerykański film fantastycznonaukowy z 1979 roku.

## Opis fabuły
Załoga statku kosmicznego "Palamino" lokalizuje zaginiony okręt U.S.S. Cygnus, który krąży blisko czarnej dziury. Na pokładzie okazuje się, że jest on kierowany przez roboty, a jedynym człowiekiem na statku jest zaginiony od dwudziestu lat naukowiec, doktor Hans Reinhardt. Jego szalony plan dotyczy wejścia do czarnej dziury.

## Główne role
- Maximilian Schell - Dr Hans Reinhardt
- Anthony Perkins - Dr Alex Durant
- Robert Forster - Kapitan Dan Holland
- Joseph Bottoms - Porucznik Charles Pizer
- Yvette Mimieux - Dr Kate McCrae
- Ernest Borgnine - Harry Booth
- Tom McLoughlin - Kapitan S.T.A.R. (Specjalny Pułk Oddziału Specjalnego)
- Roddy McDowall - V.I.N.CENT. (Żywa Centrum Informacji Niezbędnych) (głos)
- Slim Pickens - Bob (głos)

i inni

## Nagrody i nominacje
Oscary za rok 1979
- Najlepsze zdjęcia – Frank V. Phillips (nominacja)
- Najlepsze efekty specjalne – Peter Ellenshaw, Art Cruickshank, Eustace Lycett, Danny Lee, Harrison Ellenshaw, Joe Hale (nominacja)